# Стоянова, Пенка
Пенка Стоянова (21 января 1950, Карлово, Болгария — 16 августа 2019, Пловдив) — болгарская баскетболистка, центровая, капитан сборной Болгарии с 1974 по 1981 год. Двукратный призёр Олимпийских игр (1976, 1980) и чемпионатов Европы (1972, 1976). С клубом «Марица» (Пловдив) трёхкратный чемпион (1971, 1973, 1974) и восьмикратный призёр чемпионатов Болгарии, двукратный финалист Кубка Ронкетти (1979, 1980). Почётный гражданин Карлова и Пловдива, в 2007 году включена ФИБА в список 35 человек, внесших наибольший вклад в развитие баскетбола во второй половине XX века, с 2021 года член Зал славы ФИБА.

## Биография
Пенка Стоянова родилась в городе Карлове в 1950 году. Баскетболом начала заниматься в 1963 году, вскоре попав в сборную школы. На школьных соревнованиях в Рогоше на девочку обратил внимание судья Георгий Тошков, который порекомендовал её пловдивскому тренеру Тенчо Начеву. Начеву удалось убедить родителей Пенки перевести её в спортивную школу в Пловдиве. На второй год учёбы в Пловдиве Стоянову включили в состав юниорской сборной Болгарии, а в январе 1967 года, ещё до 17-летия, она впервые получила приглашение во взрослую сборную.
С этого момента Стоянова оставалась игроком национальной сборной Болгарии до начала 1980-х годов. За это время центровая, получившая прозвище «Царица баскетбола», провела за сборную 580 игр, а с 1974 по 1981 год носила капитанскую повязку. В 1972 году в Варне Стоянова со сборной завоевала серебряные медали чемпионата Европы, а через четыре года во Франции — бронзовые. В общей сложности она участвовала со сборной в восьми чемпионатах Европы и трижды (в 1972, 1976 и 1981 годах) включалась в символическую сборную континента. В том же году Болгария, победив в решающем матче квалификации польскую сборную, стала одной из шести команд, участвовавших в первом женском баскетбольном турнире на Олимпийских играх, где также стала бронзовым призёром. Стоянова вошла в число лидеров Олимпиады по нескольким игровым показателям. На Олимпиаде в Москве болгарки завоевали второе место, в последнем матче турнира обыграв команду Югославии (в этой игре Стоянова набрала 24 очка).
В рядах сборной Стоянова также приняла участие в 12 Балканских играх, завоевав 8 чемпионских званий, была бронзовым призёром баскетбольных турниров Универсиады и Всемирного фестиваля молодёжи и студентов и серебряным — на международном фестивале в Лиме в 1973 году.
На клубном уровне до 1981 года выступала за пловдивскую команду «Марица». В 1971 году «Марица» при участии Стояновой стала первым в истории чемпионатов Болгарии клубом не из Софии, завоевавшим золотые медали. Этот успех пловдивская команда повторила ещё дважды — в 1973 и 1974 годах. Кроме того, Стоянова завоевала с «Марицей» по четыре серебряных и бронзовых медали национального первенства и один раз стала обладательницей Кубка Болгарии. В 1979 и 1980 годах Стоянова с «Марицей» доходила до финала Кубка Ронкетти — второго по значению европейского женского клубного турнира. После этого она стала первой болгарской баскетболисткой, выступающей в зарубежном клубе. Когда в начале 1980-х годов в Европе началась профессионализация женского баскетбола, Альдо Витале (секретарь ФИБА и организатор Кубка Ронкетти) пригласил болгарскую центровую в создаваемый в Италии профессиональный клуб. В клубе «Рома» Стоянова провела два последних года карьеры, но из-за политических осложнений ей пришлось вернуться в Болгарию.
После окончания игровой карьеры Стоянова была удостоена ряда наград и званий. В 1985 году в её честь был проведён первый в истории болгарского баскетбола матч-бенефис между сборными Болгарии и Европы. В 1985 году Стоянова стала почётной гражданкой Карлова, а в 2000 году — Пловдива. В 2004 году она была избрана для участия в эстафете Олимпийского огня в преддверии Олимпийских игр в Афинах. В 2007 году имя Пенки Стояновой было включено ФИБА в список 35 спортсменов, внесших наибольший вклад в развитие баскетбола во второй половине XX века.
В августе 2019 года, в возрасте 69 лет, Пенка Стоянова скончалась после продолжительной болезни. Незадолго до смерти она издала автобиографическую книгу «Царица баскетбола».

## Статистика выступлений за сборную Болгарии
| ЧЕ 1968                                                                                 | 9 |     |       |      |       |      |  |  | 20/32 | 62,5 |    |    |    |    |    |   |   | 29 | 68  | 7,6  |
| ЧЕ 1970                                                                                 | 7 |     |       |      |       |      |  |  | 22/30 | 73,3 |    |    |    |    |    |   |   | 27 | 152 | 21,7 |
| ЧЕ 1972                                                                                 | 8 |     |       |      |       |      |  |  | 27/50 | 54,0 |    |    |    |    |    |   |   | 26 | 97  | 12,1 |
| ЧЕ 1974                                                                                 | 8 |     |       |      |       |      |  |  | 36/58 | 62,1 |    |    |    |    |    |   |   | 26 | 120 | 15,0 |
| ЧЕ 1976                                                                                 | 8 |     |       |      |       |      |  |  | 24/36 | 66,7 |    |    |    |    |    |   |   | 26 | 112 | 14,0 |
| ОИ1976                                                                                  | 5 | 133 | 40/62 | 64,5 | 40/62 | 64,5 |  |  | 17/22 | 77,3 | 23 | 24 | 47 | 13 | 11 | 0 | 0 | 14 | 97  | 19,4 |
| ЧЕ 1978                                                                                 | 8 |     |       |      |       |      |  |  | 18/26 | 69,2 |    |    |    |    |    |   |   | 26 | 119 | 14,9 |
| ОИ1980                                                                                  | 6 | 156 | 30/42 | 71,4 | 30/42 | 71,4 |  |  | 25/32 | 78,1 | 8  | 19 | 27 | 6  | 4  | 1 | 0 | 12 | 87  | 14,5 |
| ЧЕ 1980                                                                                 | 6 |     |       |      |       |      |  |  | 10/14 | 71,4 |    |    |    |    |    |   |   | 14 | 60  | 10   |
| ЧЕ 1981                                                                                 | 7 |     |       |      |       |      |  |  | 13/16 | 81,2 |    |    |    |    |    |   |   | 16 | 49  | 7,5  |
| Наведите курсор мыши на аббревиатуры в заголовке таблицы, чтобы прочесть их расшифровку |   |     |       |      |       |      |  |  |       |      |    |    |    |    |    |   |   |    |     |      |